# 전광인
전광인(全光仁, 1991년 9월 18일~)은 대한민국의 배구 선수로 포지션은 레프트이다. 현재 V-리그의 천안 현대캐피탈 스카이워커스 소속으로 활동하고 있다.

## 대학
대학시절부터 대한민국의 배구를 이끌어갈 선수로 주목을 받기 시작하였다. 대학생때부터 성인 국가대표팀에 뽑혀 활약하였다.

## 수원 한국전력 빅스톰
2013-14시즌 신인드래프트에서 전체 1순위로 수원 한국전력 빅스톰에 입단하였다. 입단 첫 해부터 팀의 주전 레프트자리를 차지하며 맹활약하였다. 이를 바탕으로 신인상을 수상하였다. 매 시즌 팀의 주포 노릇을 하며, 대한민국 배구에서 문성민과 더불어 토종거포라 불렸다.
2017-2018시즌 FA(프리에이전트)를 앞두고 시즌을 시작해 주전 레프트와 팀 주장완장을 차고 한 시즌을 잘 마무리 하였다. 그러나 FA 원소속구단 협상에서 더 좋은 환경에서 뛰고싶다며 팀을 떠나겠다는 말을 밝혔다.

## 천안 현대캐피탈 스카이워커스
2018년 5월 15일 FA 2차협상기간에 3년 연봉 5억2천만원 총액 15억6천만원에 천안 현대캐피탈 스카이워커스와 계약을 맺었다.
코보컵에서 활약이 저조하자 최태웅감독이 너 왜왔어라고 하면서 화제가 되었다. 그러나 정규리그에 들어가서는 귀신같이 본인의 페이스를 찾으면서 본인이 왜 FA 최대어였고, 왜 이적했는지를 보여주었다. 정규리그 우승은 인천 대한항공 점보스에게 내주었지만, 챔피언결정전에서 맹활약을하면서 팀을 우승시키는데 맹활약을 하였다. 챔피언결정전 최우수선수상을 수상하였다.

## 학력
- 하동초등학교
- 진주동명중학교
- 진주동명고등학교
- 성균관대학교

## 수상경력
- V리그2013~2014 시즌신인왕
- V리그2014~2015시즌남자별 베스트레프트상
- 2014년인천아시안게임 동메달
- 2016kovo컵 MVp
- V리그2016~2017시즌 남자별 베스트레프트
- v리그2017~2018시즌남자별베스트레프트
- v리그2018~2019시즌 남자부 챔피언 결정전 MVP

## 에피소드
- 수원 한국전력 빅스톰 소속의 서재덕과 대학교 2년 선후배사이로 엄청 매우 친하다.

- 2015-2016 2016-2017 2017-2018 V리그 올스타전에서 남자부 이상형 월드컵에서 문성민과 나란히 결승전에 항상 올라와 항상 이겼으며 현대캐피탈 이적 후에도 이상형 월드컵 집안싸움이 된다며 벌써부터 팬들이 궁금해하기 시작했다

- 신인드래프트 당시 신생팀이였던 안산 OK저축은행 러시앤캐시가 신생팀 자격으로 1라운드 지명권을 다 가져가자 이에 반대하면서 당시 최대어였던 전광인을 지명하기 위해 1라운드 1지명권을 달라는 요구를 하여 받아들여졌고, 결국은 지명에 성공하였다.

- 학교 2년선배이자 소문난 절친인 서재덕이 2016-17시즌이 끝난후 FA자격을 얻을 때 같이하자고 하였다고 한다. 하지만 1년뒤 본인이 FA를 얻고나서는 천안 현대캐피탈 스카이워커스로 이적하였다.

- 2018년 4월 21일에 결혼하였다.